# Романо, Рэй
Рэ́ймонд А́льберт «Рэй» Рома́но (англ. Raymond Albert "Ray" Romano; род. 21 декабря 1957) — американский актёр и стендап-комик, известный по главной роли в ситкоме «Все любят Рэймонда».

## Биография
Романо родился в 1957 году в Нью-Йорке в семье Люси, преподавателя музыки, и Альберта Романо, риелтора и инженера. Окончил Городской университет Нью-Йорка, где изучал бухгалтерский учёт.
Романо получил одну из главных ролей в ситкоме «NewsRadio», однако вскоре эта роль была отдана Джо Рогану. После этого Романо принимал участие в «Вечернем шоу с Дэвидом Леттерманом», где выступал со своими стендап номерами. Широкую известность ему принесла главная роль в ситкоме «Все любят Рэймонда», за которую в 2002 году он был удостоен премии «Эмми», а также трижды получил Премию Гильдии киноактёров США.
Также Романо принял участие в одном из выпусков американской версии программы «Кто хочет стать миллионером», выиграв 125 000 долларов в пользу Департамента полиции Нью-Йорка. В 2001 году американская кабельная сеть E! включила его в двадцатку лучших артистов года. В 2005 году он озвучил Рэя — друга Гомера в серии «Не бойся кровельщика» мультсериала «Симпсоны». Голосом Романо также говорит Мамонт Манфред во всех пяти частях «Ледникового периода».
Рэй Романо женат на Анне Романо с 1987 года, имеет четверых детей.

## Избранная фильмография
| Год       |    | Русское название                            | Оригинальное название          | Роль           |
| --------- | -- | ------------------------------------------- | ------------------------------ | -------------- |
| 1996—2005 | с  | Все любят Рэймонда                          | Everybody Loves Raymond        | Рэймонд Бэрон  |
| 2002      | мф | Ледниковый период                           | Ice Age                        | Мамонт Манфред |
| 2002      | ф  | Добро пожаловать в Лосиную бухту            | Welcome to Mooseport           | Хэнди Харрисон |
| 2004      | ф  | Безумные похороны                           | Eulogy                         | Скип Коллинз   |
| 2005      | мс | Симпсоны                                    | Simpsons                       | Рэй            |
| 2006      | мф | Ледниковый период 2: Глобальное потепление  | Ice Age: The Meltdown          | Мамонт Манфред |
| 2007      | ф  | Штука                                       | The Grand                      | Фред Марш      |
| 2008      | ф  | Последнее слово                             | The Last Word                  | Абель          |
| 2009      | мф | Ледниковый период 3: Эра динозавров         | Ice Age: Dawn of the Dinosaurs | Мамонт Манфред |
| 2009—2011 | с  | Мужчины среднего возраста                   | Men Of A Certain Age           | Джо Транелли   |
| 2012      | ф  | Третий лишний                               | Ted                            | камео          |
| 2012      | мф | Ледниковый период 4: Континентальный дрейф  | Ice Age: Continental Drift     | Мамонт Манфред |
| 2014      | ф  | Гангста Love                                | Rob the Mob                    | Гадоза         |
| 2016      | с  | Винил                                       | Vinyl                          | Зак Янкович    |
| 2016      | мф | Ледниковый период 5: Столкновение неизбежно | Ice Age: Collision Course      | Мамонт Манфред |
| 2017      | ф  | Любовь — болезнь                            | The Big Sick                   | Терри Гарднер  |
| 2017—2019 | с  | Достать коротышку                           | Get Shorty                     | Рик Морвезер   |
| 2019      | ф  | Безупречный                                 | Bad Education                  | Боб Спайсер    |
| 2019      | ф  | Ирландец                                    | The Irishman                   | Билл Буфалино  |
| 2024      | с  | За красивым фасадом                         | No Good Deed                   | Пол Морган     |